# جان هیدون (اختربین)

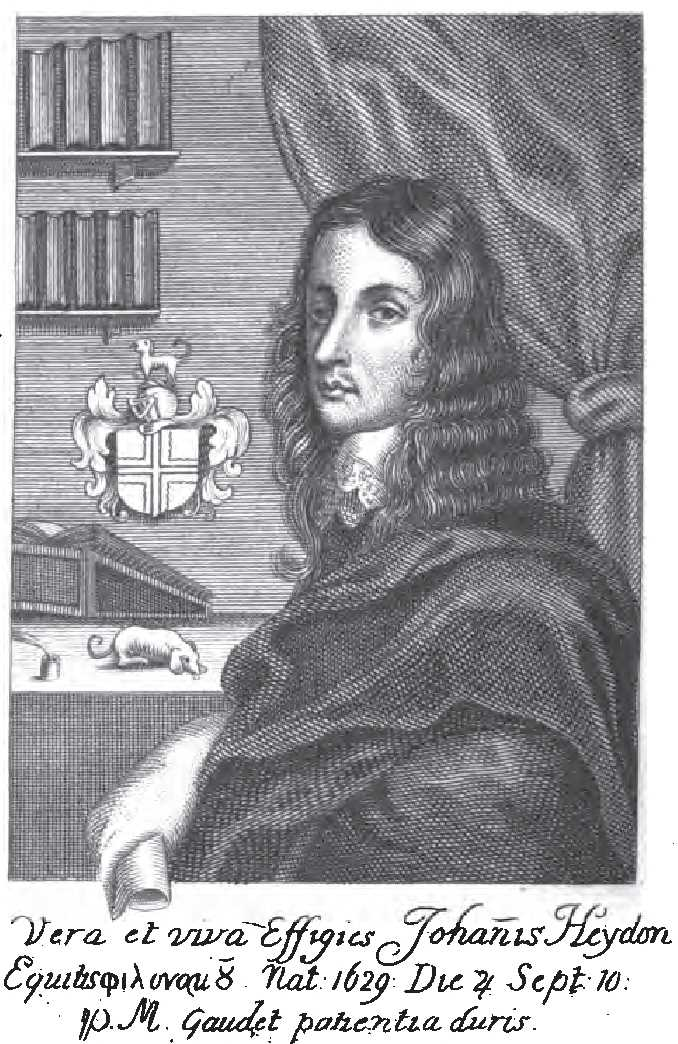
پرتره، (حکاکی شده توسط توماس کراس)

جان هیدون (۱۰ سپتامبر ۱۶۲۹- حدود ۱۶۶۷) یک فیلسوف غیبی نوافلاطونی انگلیسی، رزیکلاس، اختربین و وکیل بود.

## زندگی
منابع روزیکروس، از جمله راهنمای پزشک انگلیسی خود هیدون و تاج مردان خردمند اثر فردریک تالبوت، زندگی‌نامه‌ای پرزرق و برق برای هیدون ارائه می‌دهند، از جمله این ادعا که از نسل پادشاه مجارستان است. با این حال، او در واقع در "گرین آربور" (نزدیک بیلی قدیمی)، لندن، پسر فرانسیس هیدون (از سیدموث در دوونشایر) و مری (نام خواهر چندلر، از ووسسترشر) به دنیا آمد. او در کلیسای سنت Sepulchre تعمید یافت.  او یک خواهر به نام آنه داشت که دو سال از او کوچکتر بود.
طبق گزارش خودش، او در تاردبیگ، ووسسترشر، در میان دوستان مادرش تحصیل کرده است. او لاتین و یونانی را نزد یک معلم خصوصی آموخت و در رشته حقوق شاگردی کرد. با این حال، مطالعات او با شروع جنگ داخلی انگلیس قطع شد و در جوانی گفته می شود که او در ارتش سلطنتی خدمت کرده است. در سال ۱۶۵۱ به خارج از کشور رفت و به ایتالیا، اسپانیا، مصر، عربستان و ایران سفر کرد.  
پس از بازگشت به انگلستان، در رشته حقوق آموزش دید و در سال ۱۶۵۲ به عنوان منشی منصوب شد. در سال ۱۶۵۵، او در مسافرخانه کلیفورد زندگی می‌کرد، به عنوان وکالت و همچنین بازیگران طالع بینی مشغول به کار بود. هیدون در سال ۱۶۵۶ با بیوه نیکلاس کولپپر ازدواج کرد و گمان می رود که او صاحب یک دختر شد. پس از ۱۶۵۸، او در " اسپیتافیلدز، نزدیک بیشاپزگیت، در کنار "رد لایون" زندگی کرد  .
او توجه محافل سلطنتی و غیبی را برای پیش‌بینی آینده، از جمله مرگ الیور کرامول، نایب‌السلطنته، به خود جلب کرد. روابط سلطنتی آنها باعث شد که فرانسیس و جان هیدون در سالهای پایانی دوران مشترک المنافع زندانی شوند. احیای پادشاهی در ۱۶۶۰حبس هیدون را حل کرد - اگرچه او مدت کوتاهی بعد در سال ۱۶۶۳به دلیل ارتباط با فعالیت مشکوک (خیانت آمیز) و در سال ۱۶۶۴به دلیل بدهی زندانی شد. 
در سال ۱۶۶۵، هیدون " Psonthonphanchia، یا یک آفت رزکروس پنج‌گانه را برای تصحیح مقتضی آن شبه کیمیاگر و امپریک بدجنس، ژئو تامسون " منشر کرد، پاسخی شدید به جزوه ای که توسط پزشک جرج تامسون منتشر شد که در آن از رفتار آن دسته از اعضای کالج سلطنتی پزشکان که در طی طاعون بزرگ لندن در سال های ۱۶۶۵-۱۶۶۶ شهر را ترک کردند، انتقاد کرد. 
در سال ۱۶۶۷، هیدون دوباره در برج لندن به خاطر نقشش در توطئه های خیانت آمیز حامی خود، دوک باکینگهام، زندانی شد. او متهم به "اقدامات خیانت آمیز در ایجاد فتنه در نیروی دریایی و شرکت دادن افراد در توطئه برای تصرف برج " بود. با این حال، او ادعا کرد که بی گناه است و قربانی کسی است که برای اطلاع رسانی علیه او پول داده است. 
هیدون متهم به سرقت ادبی از سر توماس براون ، توماس وان و سایر نویسندگان شد. راهنمای پزشک او در سال ۱۶۶۲ عمدتاً از کتاب آتلانتیس جدید سر فرانسیس بیکن گرفته شده است.  الیاس اشمول از او به عنوان یک نادان و شیاد یاد کرد. فرانسیس یتس او را "شخصیتی عجیب و غریب... یک اخترشناس، رمال، کیمیاگر، از افراطی ترین نوع" نامید.  در حالی که AE Waite معتقد بود که تمام آنچه در عرفان او ارزش دارد از نویسندگان پیشین گرفته شده است.  
تاریخ دقیق مرگ هیدون مشخص نیست.

## آثار
هیدون در دوازده سال آخر عمر خود حجم قابل توجهی از آثار خود را منتشر کرد. فهرست کاملی را می توان در مدخل «دیکشنری بیوگرافی ملی» (۱۸۸۵ تا۱۹۰۰) یافت (به «مراجع» زیر مراجعه کنید)، اما شامل موارد زیر است:
- اوژنیوس تئودیداکتوس، شیپور نبوی... (۱۶۶۵)
- روشی جدید از فیزیک روزی کروسیان... (۱۶۵۸)
- آکسیوماتای معصوم رزی کروسیان; یا قوانین کلی برای دانستن همه چیزهای گذشته، حال و آینده (۱۶۶۰)
- هارمونی جهان... (۱۶۶۲)
- راهنمای پزشکان انگلیسی: یا راهنمای مقدس (۱۶۶۲)
- تئوماگیا یا معبد حکمت در سه بخش روحانی، آسمانی و عنصری: حاوی نیروهای غیبی فرشتگان ستاره‌شناسی در مجسمه‌های دورنمای ایرانیان و مصری‌ها: مظاهر اسرارآمیز شخصیت‌های ستارگان... دانش فیزیک رزی کروسیان، و اسرار معجزه آسای طبیعت... (سه قسمت، ۱۶۶۲/۴)
- Psonthonpanchia... (۱۶۶۴)
- تاج مردان خردمند، یا شکوه صلیب گل سرخ
- الهاوارونا; یا، معلم پزشك انگلیسی در اختربولیسم فلزات رزی كروسیان (۱۶۶۵). [۱]